# Cheated Hearts
"Cheated Hearts" – singel amerykańskiego zespołu Yeah Yeah Yeahs z albumu Show Your Bones. Został wydany 11 września 2006. Zajął 10. miejsce na liście najlepszych singli 2006 według NME oraz 326. miejsce na liście 500 najlepszych utworów dekady według Pitchfork Media.
Teledysk do utworu powstał przez sklejenie fragmentów filmów utworzonych przez fanów z całego świata naśladujących zespół.

## Lista utworów
Płyta winylowa w kształcie serca
1. "Cheated Hearts" (Radio Edit) – 3:34
2. "Cheated Hearts" (Peaches Remix) – 5:13

Digital download
1. "Cheated Hearts" (Radio Edit) – 3:34
2. "Thank You Were Wrong" – 6:10